# Sütlaç

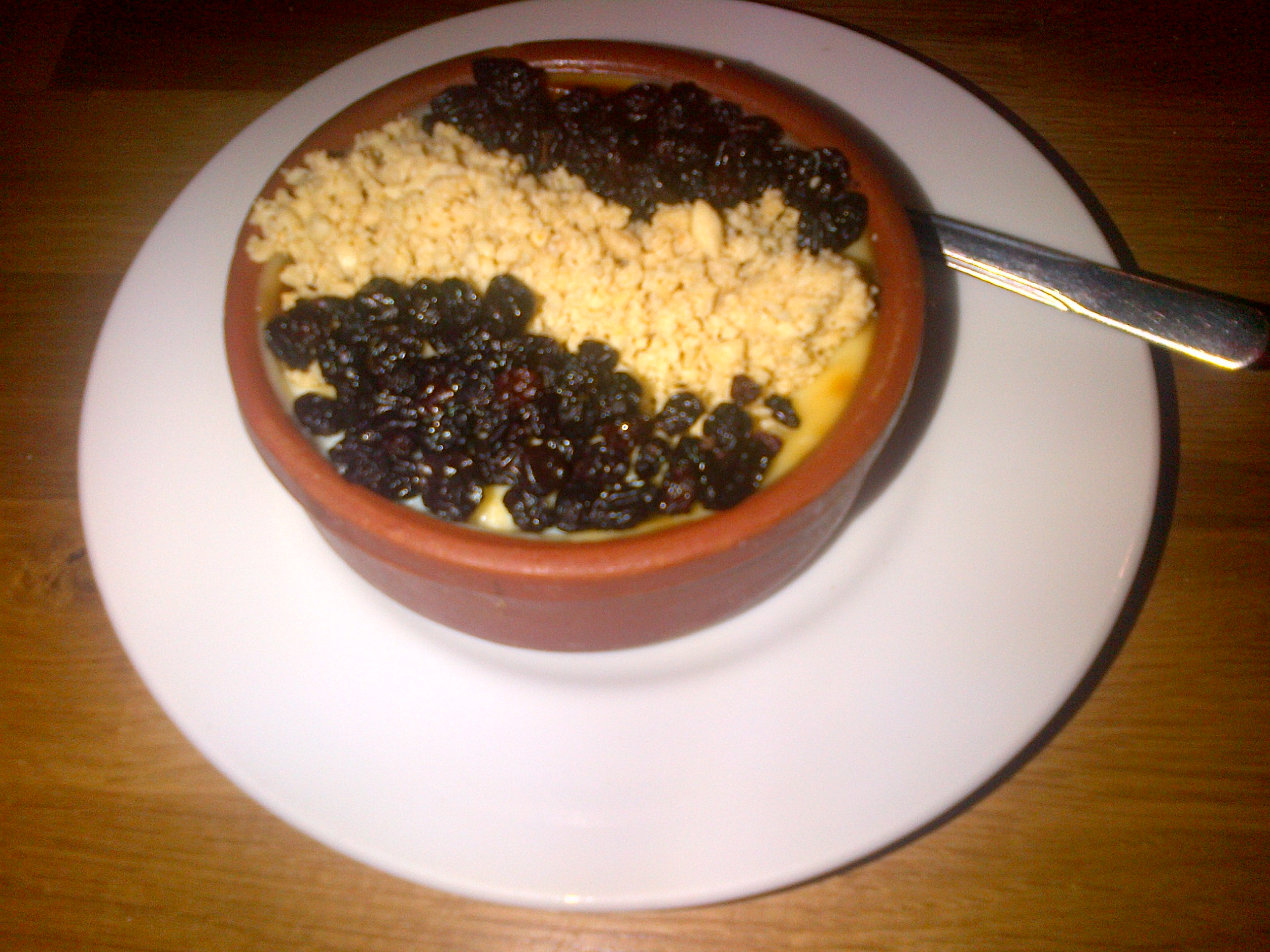
Arròs amb llet al estil turc, (fırın sütlaç), amb un munt d'engrunes d'avellanes i panses de Corint hidratades (Kus üzümü).

El Sütlaç són unes postres tradicionals molt populars dels turcs fetes amb arròs i llet, que van començar a elaborar-se a les cuines imperials dels sultans otomans, on es diu que s'hi afegia aigua de roses per a enfortir-ne el gust.
Encara que el sütlaç s'assembla a l'arròs amb llet, la seva textura és més líquida, ja que la proporció d'arròs que conté sol ser menor.
Els turcs el serveixen tant fred com calent, sovint lleugerament torrat i amb canyella, podent afegir-hi sucre.
L'etimologia d'aquest nom ve del turc «sütlü aş» (plat o menjar amb llet).
En Turquia es fan dos tipus de sütlaç:
- el comú, que és semblant a l'arròs amb llet, però més espès.
- el «fırın sütlaç» (o «fırında sütlaç»), que és arròs amb llet fornejat. Aquesta variant es fa en una cassola de fang, anomenada güveç, i té una capa dura de color cremat. Es considera una especialitat de la cuina turca.[2]

## Festival de Sütlaç

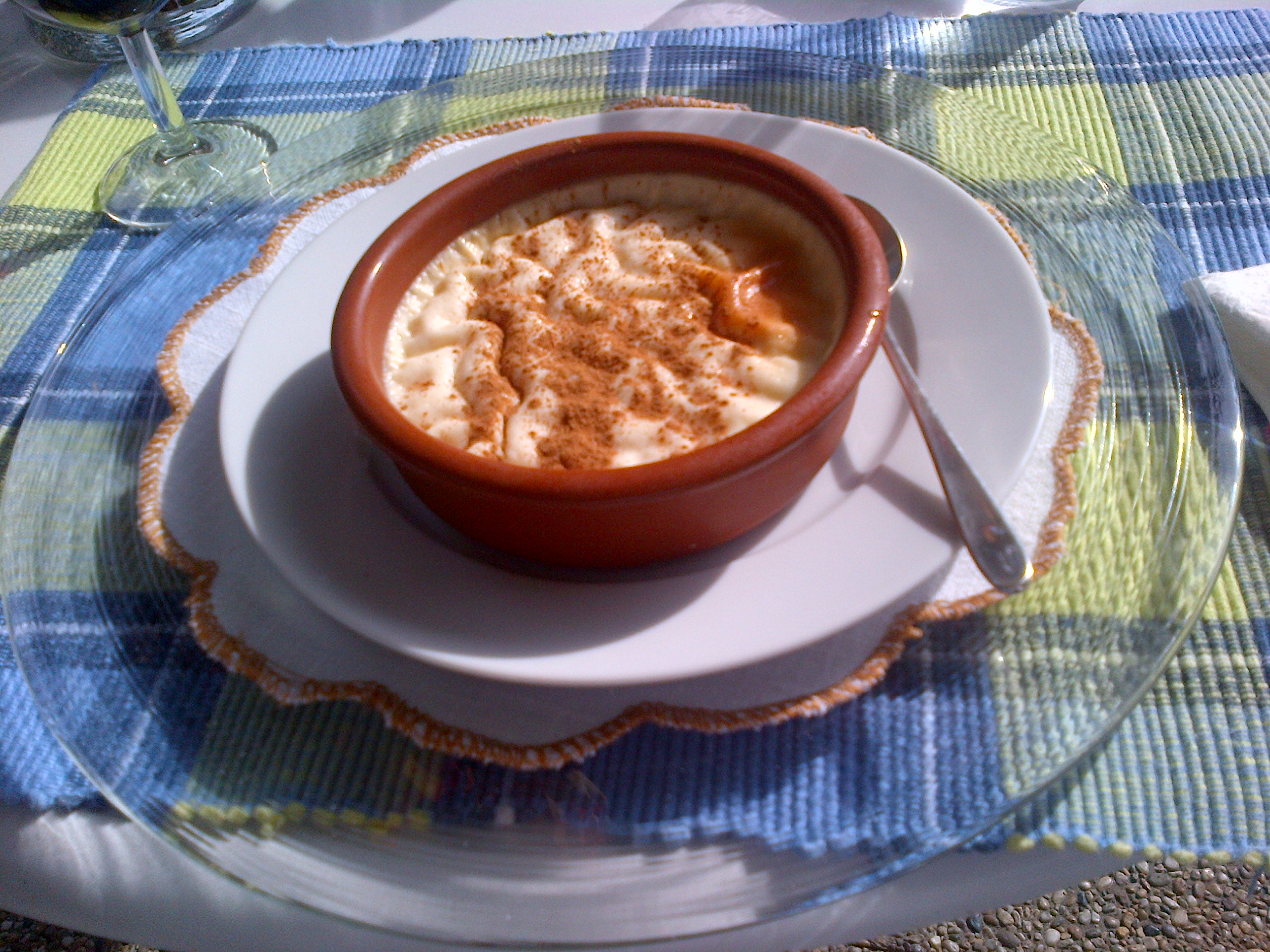
Sütlaç, la versió convencional (sense enfornar), amb canyella molta per damunt.

Hamsiköy, un poble turc de la província de Trebisonda, és famós perquè organitza a l'agost de cada any el «Hamsiköy Sütlaç Festivali» (Festival del Sütlaç de Hamsiköy).